# 哥白尼科學中心

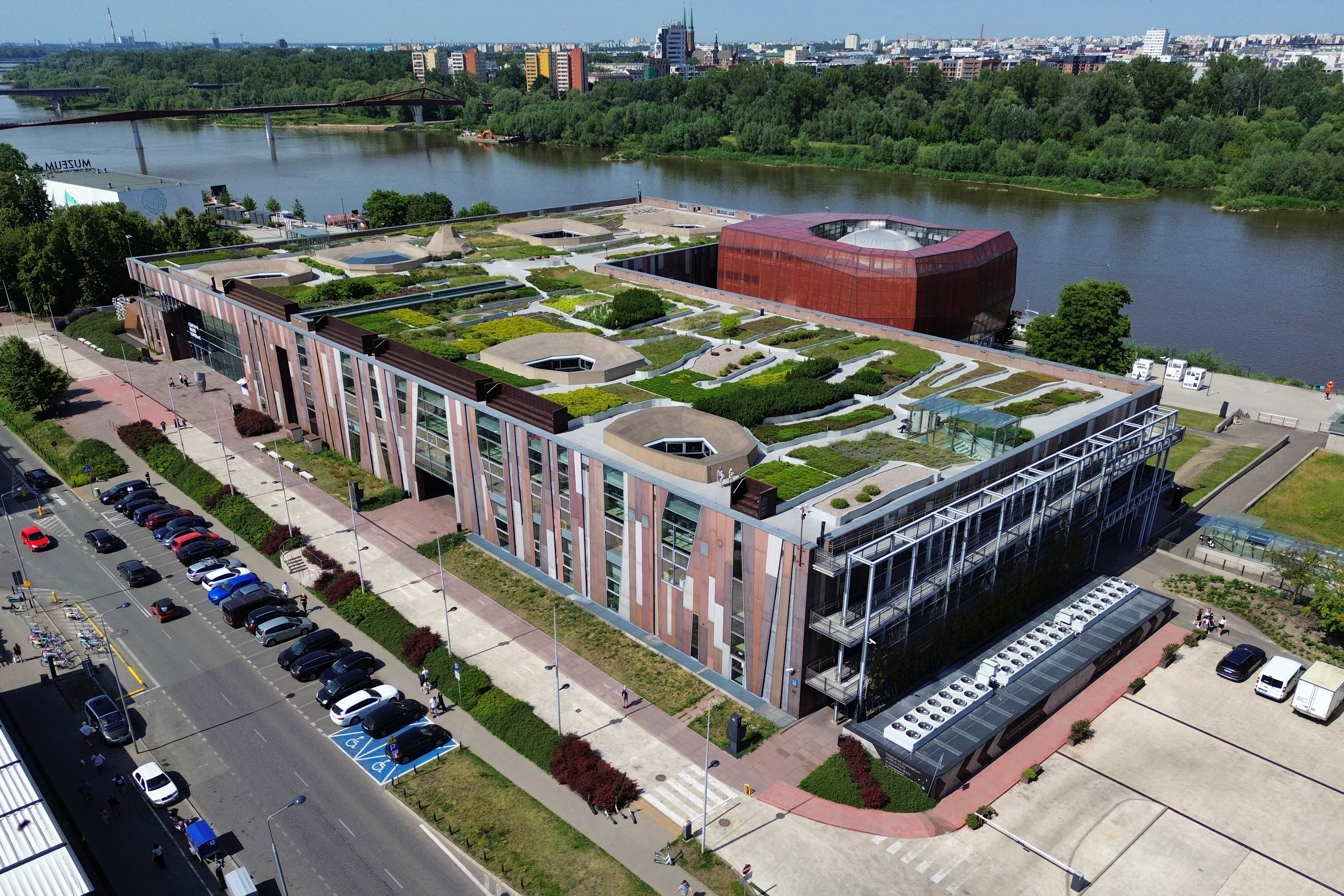
哥白尼科學中心

哥白尼科學中心（波蘭語：Centrum Nauki Kopernik）是位於波蘭首都華沙維斯瓦河畔的一座科學博物館，2010年向公眾開放。參觀者可自己動手進行科學實驗，發現科學原理。哥白尼科學中心是波蘭最大的科學展示設施。2012年9月25日，哥白尼科學中心的參觀者達到200萬人。

## 外部連結
- Copernicus Science Centre（页面存档备份，存于） （英文）
- Planetarium The Heavens of Copernicus（页面存档备份，存于） （英文）

52°14′31″N 21°01′42″E / 52.24194°N 21.02833°E